# Ruger No. 1
O Ruger No. 1 é um rifle de tiro único por ação de bloco cadente estilo Farquharson fabricado pela Sturm Ruger & Co lançado em 1967, foi projetado por William Batterman Ruger em 1966.

## Funcionamento
Uma alavanca abaixa o bloco permitindo o carregamento e engatilhamento o rifle. Lenard Brownell, comentando sobre seu trabalho na Ruger, disse sobre o No. 1: "Nunca houve qualquer dúvida sobre a força da ação. Lembro-me, ao testá-lo, de quanta dificuldade tive em tentar destruí-lo. Na verdade , Nunca consegui explodir um".
Uma trava de segurança deslizante, funciona no cão e na culatra. Disponível com uma coronha com "beavertail" estilo Alexander Henry e um guarda-mão estilo Mannlicher em uma variedade de calibres.

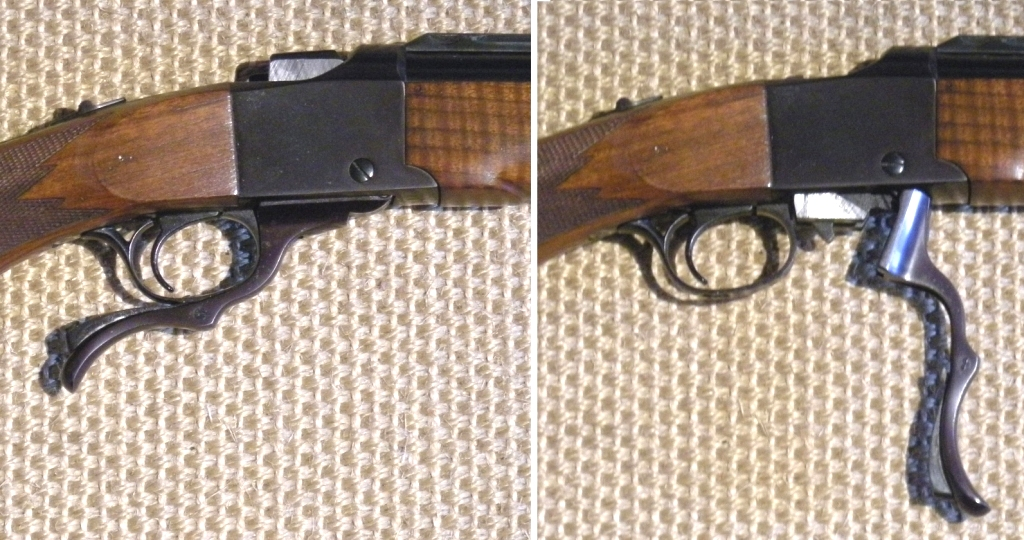
O mecanismo de ação do Ruger No. 1.

## Cartuchos
Esses são os cartuchos para os quais o Ruger No. 1 está e/ou esteve disponível:
- .204 Ruger
- .22 Hornet
- .218 Bee
- .222 Remington
- .223 Remington
- .22 PPC
- .22-250 Remington
- .220 Swift
- 6mm PPC
- 6mm Remington
- 6,5 Creedmoor
- .243 Winchester
- .257 Roberts
- .25-06 Remington
- .264 Winchester Magnum
- .270 Winchester
- .270 Weatherby Magnum
- 6,5mm Remington
- 6,5×55mm
- 6,5-284 Norma
- 7×57mm
- 7mm-08
- .280 Remington
- .280 AI
- 7mm Remington Magnum
- 7mm STW
- 7,62x39mm
- .308 Winchester
- .30-30 Winchester
- .30-40 Krag
- .30-06 Springfield
- .303 British
- .300 Winchester Magnum
- .300 H&H Magnum
- .300 Weatherby Magnum
- .338 Winchester Magnum
- .35 Whelen
- .357 Magnum
- .375 H&H Magnum
- .375 Ruger
- .38-55 Winchester
- .404 Jeffery
- .405 Winchester
- .416 Remington Magnum
- .416 Ruger
- .416 Rigby
- .44 Remington Magnum
- .450 Bushmaster
- 9,3×74mmR
- .45-70 Government
- .458 Winchester Magnum
- .458 Lott
- .454 Casull
- 9,3×62
- .450 NE
- .450/400 Nitro Express
- .460 S&W Magnum
- .475 Linebaugh
- .480 Ruger